# Wild Heroes
Wild Heroes (ワイルド・ヒーローズ?) è una serie televisiva giapponese del 2015, trasmessa su Nippon Television.

## Trama
Il giovane Kiichi è un teppista che tuttavia si ritrova a salvare da morte certa una bambina di dieci anni, inseguita dalla yakuza. Con l'aiuto di sei amici cerca così di proteggere la piccola – che nel frattempo sembra avere perso la memoria – e scoprire il motivo del tentato omicidio.